# Sky Gates Airlines
ООО «Скай Гейтс Эйрлайнс» — российская грузовая авиакомпания, базирующаяся в аэропорту Жуковский.

## История
Авиакомпания Sky Gates была основана в 2015 году и начала свою деятельность в 2016. Выполняет грузовые авиаперевозки, но со сдачей двух Boeing 747-400F в Silk Way Airlines в 2022 году, авиакомпания фактически прекратила свою деятельность. Возобновление деятельности началось летом 2023 года.
В августе 2023 года Red Wings Airlines выкупил 100 % акций Sky Gates Airlines. Бенефициаром сделки является Алёшин Борис Сергеевич.

## Флот
В 2023 году начало эксплуатации Ил-96-400Т, первый коммерческий .
По состоянию на ноябрь 2023 года парк Sky Gates Airlines состоит из следующих самолетов:
| Самолет    | Количество | Заказы | Примечания                      |
| ---------- | ---------- | ------ | ------------------------------- |
| Ил-96-400Т | 2          | 0      | лизинг ВАСО, RA-96103, RA-96101 |
| Ил-76ТД    | 1          | 0      | RA-76822                        |